# アラン・ダビー・ドッチ
アランこと、アラン・ダビー・ドッチ(Alan David Dotti 、1977年3月19日－）はブラジル出身の元プロサッカー選手。サッカー指導者。

## 来歴
1999年9月からモンテディオ山形に加入しシーズン終了までプレー。リーグ通算成績は7試合0得点。

## 所属クラブ
- 1998年  リオ・クラロFC
- 1999年  モンテディオ山形
- 2001年  AAインテルナシオナル
- 2002年 - 2003年  コメルシアウFC
- 2003年  ウニオンEC
- 2006年  エクストレマFC

## 個人成績
| 国内大会個人成績 | 国内大会個人成績 | 国内大会個人成績 | 国内大会個人成績 | 国内大会個人成績 | 国内大会個人成績 | 国内大会個人成績 | 国内大会個人成績 | 国内大会個人成績 | 国内大会個人成績 | 国内大会個人成績 | 国内大会個人成績 |
| 年度             | クラブ           | 背番号           | リーグ           | リーグ戦         | リーグ戦         | リーグ杯         | リーグ杯         | オープン杯       | オープン杯       | 期間通算         | 期間通算         |
| 年度             | クラブ           | 背番号           | リーグ           | 出場             | 得点             | 出場             | 得点             | 出場             | 得点             | 出場             | 得点             |
| 日本             | 日本             | 日本             | 日本             | リーグ戦         | リーグ戦         | リーグ杯         | リーグ杯         | 天皇杯           | 天皇杯           | 期間通算         | 期間通算         |
| ---------------- | ---------------- | ---------------- | ---------------- | ---------------- | ---------------- | ---------------- | ---------------- | ---------------- | ---------------- | ---------------- | ---------------- |
| 1999             | 山形             | 23               | J2               | 7                | 0                | 0                | 0                |                  |                  |                  |                  |
| 通算             | 日本             | 日本             | J2               | 7                | 0                | 0                | 0                |                  |                  |                  |                  |
| 総通算           | 総通算           | 総通算           | 総通算           | 7                | 0                | 0                | 0                |                  |                  |                  |                  |

## 指導者経歴
- 2011年 - 2013年  ECサント・アンドレ
  - 2011年 - 2013年 U-20監督
  - 2012年 暫定監督
- 2013年  アグレミアソン・スポルチーヴァ・アラピラケンセ アシスタントコーチ
- 2014年  クイアバEC アシスタントコーチ
- 2014年 - 2016年  ADコンフィアンサ アシスタントコーチ
- 2017年 - 2018年  オエステFC U-20監督
- 2018年  サンパイオ・コヘイアFC アシスタントコーチ
- 2019年  アグレミアソン・スポルチーヴァ・アラピラケンセ アシスタントコーチ
- 2019年 -  アソシアソン・ポルトゥゲーザ・ジ・デスポルトス アシスタントコーチ